# Goodbye Horses (Crosses)
Goodbye Horses è un singolo del gruppo musicale statunitense Crosses, pubblicato il 24 dicembre 2021.

## Descrizione
Al pari del precedente singolo, anche questo brano è una cover, originariamente realizzata da Q Lazzarus e pubblicata nel 1988. Il gruppo aveva già eseguito il brano durante i propri concerti tenuti nel 2014, apparendo anche nella lista tracce dell'EP Daytrotter Session, distribuito gratuitamente in quell'anno.
Dal punto di vista musicale, la versione dei Crosses si mantiene fedele all'originale, con una base prettamente elettronica dominata dalla voce di Chino Moreno.

## Tracce
1. Goodbye Horses – 3:17